# Valentina Zenere
Valentina Zenere (* 15. ledna 1997 Buenos Aires) je argentinská herečka, známá také jako zpěvačka a modelka. Slavnou se stala díky roli Ámbar Smith v oblíbeném Disney Channel seriálu Soy Luna. Od roku 2022 účinkuje v roli Isadory v netflixovém seriálu Elita.
Narodila se v Buenos Aires v Argentině 15. ledna 1997. Střední školu dokončila v roce 2014, ve věku 17 let. Mezitím pracovala v různých televizních projektech.
Jednou z prvních rolí které se zhostila byla ve čtvrté sérii argentinského seriálu Casi Angeles v roce 2010, kde ztvárnila roli Alai Inchausti. Později pracovala jako modelka pro různé značky, v roce 2014 byla součástí televizního románu Aliados. V roce 2016 se stala součástí Disney seriálu Soy Luna, kde hrála hlavní záporačku.
Její pěvecká kariéra se odstartovala v roce 2013, kdy vystoupila s písní I Dreamed a Dream od Susan Boyle. Její zpěvecký um se projevil v již zmiňovaném seriálu Soy Luna, kde si zazpívala sóla jako Cómo me ves, Mírame a mí, Claroscuro a Catch me if you can. Podílela se také na písni Alas, která se dočkala velkého úspěchu (přes 270 mil. zhlédnutí), dále také Vuelo, Valiente, Sobre ruedas, Chicas así, I've got feeling, Solos a další.
Vystupovala na koncertních show: Soy Luna ne concierto (Amerika), Soy Luna live (Evropa), Soy Luna en vivo (Amerika).

## Filmografie
| Rok       | Název        | Roli              | Poznámky    |
| --------- | ------------ | ----------------- | ----------- |
| 2010      | Casi Ángeles | Alai Inchausti    |             |
| 2011      | Los únicos   | Jessica Cervantes |             |
| 2013–2014 | Aliados      | Mara Ulloa        |             |
| 2016–2018 | Soy Luna     | Ámbar Smith       | Hlavní role |
| 2022–2024 | Elita        | Isadora           | Hlavní role |

## Ocenění a nominace
| Rok  | Ocenění                       | Kategorie        | Práce    | Výsledek |
| ---- | ----------------------------- | ---------------- | -------- | -------- |
| 2016 | Kids' Choice Awards Mexiko    | Oblíbený Záporák | Soy Luna | Výhra    |
| 2016 | Kids' Choice Awards Kolumbie  | Oblíbený Záporák | Soy Luna | Výhra    |
| 2016 | Kids' Choice Awards Argentina | Oblíbený Záporák | Soy Luna | Výhra    |